# Berufsbildungswerk der Deutschen Versicherungswirtschaft
Das Berufsbildungswerk der Deutschen Versicherungswirtschaft e. V. (BWV) ist eine Aus-, Fort- und Weiterbildungseinrichtung der Arbeitgeber in der privaten Versicherungswirtschaft in Deutschland, mithin ein bildungspolitischer Berufsverband. Sein Sitz ist in München. Nach eigenen Angaben gehörten dem BWV-Bildungsverband zum Mai 2016 240 Versicherungsunternehmen als Mitglieder an, für deren rund 200.000 Mitarbeiter der Bildungsverband die Aus- und Weiterbildung vertritt und gestaltet.

## Geschichte
Der Gesamtverband der Versicherungswirtschaft (später Gesamtverband der Deutschen Versicherungswirtschaft) gründete 1949 den Ausschuss für Nachwuchs- und Berufsausbildungsfragen, der 1952 in Berufsbildungsausschuss der Versicherungswirtschaft umbenannt wurde. Der Gesamtverband der Deutschen Versicherungswirtschaft und der Arbeitgeberverband der Versicherungsunternehmen in Deutschland errichteten 1966 das Berufsbildungswerk der Versicherungswirtschaft.
1989 erfolgte die Umgründung in Berufsbildungswerk der Deutschen Versicherungswirtschaft e. V. als Bildungswerk in der Rechtsform des eingetragenen Vereins.

## Aufgaben
Der BWV Bildungsverband gestaltet zusammen mit den Sozialpartnern ein konsistentes Aus- und Weiterbildungssystem für die Mitarbeiter der Branche. Er vertritt die Assekuranz in der Bildungspolitik auch auf europäischer Ebene.